# Lautstärkemesser
Der Lautstärkemesser (engl. Loudness Meter) zählt zu den Aussteuerungsmessern. Er dient nicht zur Messung der akustischen Lautstärke, sondern zur Kontrolle der Aussteuerung von Audiopegeln.

Lautheitsmessalgorithmus gemäß ITU Rec. BS.1770-1

Lautstärke-Schwankungen in Fernseh- und Rundfunkprogrammen sind mit den allgemein verbreiteten Aussteuerungsmessern wie PPM und VU-Meter nicht zu erfassen und daher nicht zu vermeiden. Pegelt man nach einem dieser Messgeräte verschieden dynamische Aufnahmen auf „Vollaussteuerung“ und hört sie direkt hintereinander ab, werden sie als verschieden laut empfunden. Ein Beispiel ist der Lautstärkeunterschied zwischen Werbung und 20-Uhr-Nachrichten auf den öffentlich-rechtlichen Fernsehsendern.
Die messtechnische Erfassung der (vom menschlichen Ohr) subjektiv empfundenen Lautstärke erfordert eine allgemein anerkannte Messmethode. Eine mögliche Lösung sind Lautstärkemessgeräte gemäß aktueller Normung nach ITU Rec. BS.1770 und BS.1771. Bislang ist diese Messmethode noch nicht international anerkannt.

## Geräte
Es gibt bereits mehrere Hersteller, deren Messgeräte das Lautstärke-Messverfahren ITU Rec. BS.1770 / BS.1771 unterstützen, beispielsweise DK Technologies, RTW und Pinguin (Ingenieurbüro Pinguin).
Geräte, deren Funktionsweise unter den Begriff „AGC“ (automatic gain control) fällt, verwenden mittlerweile ebenso dieses Messverfahren. Bekannte Hersteller solcher Geräte sind beispielsweise
Jünger Audio (Level Magic), TC Electronic (DB4 / DB 8) und Dolby (LM 100).
Aufgrund der engagierten Herstellerunterstützung könnte das Messverfahren „ITU Rec. BS.1770 / BS.1771“ durchaus zukünftig den Rang einer „international anerkannten Messmethode für Lautstärke“ erlangen.
Die EBU-Richtlinie R 128 ist ein technisches Regelwerk, das die Tonaussteuerung von Hörfunk- und Fernsehprogrammen neu normiert. Von den öffentlich-rechtlichen und privaten Fernsehsendern in Deutschland wird sie seit dem 31. August 2012 angewendet.